# Viola altaica
Viola altaica là một loài thực vật có hoa trong họ Hoa tím. Loài này được Ker Gawl. miêu tả khoa học đầu tiên năm 1815.